# نيكول جونسون (عارضة)
نيكول جونسون (بالإنجليزية: Nicole Johnson)‏ هي عارضة أمريكية، ولدت في 12 يوليو 1985 في كولورادو سبرينغس في الولايات المتحدة.